# Robbie Rogers
Robert Hampton "Robbie" Rogers, född 12 maj, 1987 i Kalifornien, är en amerikansk professionell fotbollsspelare som spelar som anfallare i det amerikanska laget Los Angeles Galaxy. Han har tidigare spelat i bland andra Heerenveen och Columbus Crew innan han skrev kontrakt med Leeds i januari 2012. I januari 2013 avslutade han sin fotbollskarriär i Leeds men uppehållet varade inte länge då han maj 2013 skrev ett kontrakt för LA-Galaxy. Därmed blev han den förste öppet homosexuelle spelaren i MLS (Major League Soccer). Säsongen 2014 spelade han i tröjnummer 14.

## Spelarkarriären

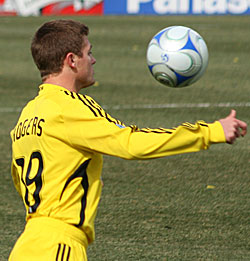
Robbie Rogers i Columbus Crews hemmaställ

Rogers spelade fotboll för både University of Marylands fotbollslag Maryland Terrapins och Orange County Blue Star när han studerade, men valde att hoppa av redan efter ett år, när holländska Heerenveen erbjöd honom ett kontrakt.
Det blev dock bara ett år där innan han flyttade hem till USA och skrev kontrakt med Columbus Crew. Han var en viktig del i Crew när de bärgade MLS Cup 2008 och han blev utsedd till att vara med i Årets Elva. Han gjorde nio mål på 50 matcher för Crew.
I januari 2012 skrev han ett 18-månaderskontrakt med Leeds United.
Den 15 januari 2013 gick Rogers ut i media och meddelade att han är homosexuell och ska sluta med fotbollen.
Rogers har spelat 18 landskamper för USA samt gjort två mål.

## Statistik

### Major League Soccer

#### Grundserien
| Säsong | Klubb         | Liga                | Matcher | Mål |
| ------ | ------------- | ------------------- | ------- | --- |
| 2007   | Columbus Crew | Major League Soccer | 10      | 3   |
| 2008   | Columbus Crew | Major League Soccer | 27      | 6   |
| 2009   | Columbus Crew | Major League Soccer | 22      | 1   |
| 2010   | Columbus Crew | Major League Soccer | 20      | 1   |
| 2011   | Columbus Crew | Major League Soccer | 27      | 2   |
| Totalt | Totalt        | Totalt              | 106     | 13  |

#### MLS Cup
| Säsong | Klubb         | Liga    | Matcher | Mål |
| ------ | ------------- | ------- | ------- | --- |
| 2007   | Columbus Crew | MLS Cup | 1       | 0   |
| 2008   | Columbus Crew | MLS Cup | 4       | 1   |
| 2009   | Columbus Crew | MLS Cup | 2       | 0   |
| 2010   | Columbus Crew | MLS Cup | 2       | 1   |
| 2011   | Columbus Crew | MLS Cup | 1       | 0   |
| Totalt | Totalt        | Totalt  | 10      | 2   |

## Meriter

### Klubblag
Columbus Crew
- MLS Cup: 2008
- MLS Supporters' Shield: 2008, 2009

LA Galaxy
- MLS Cup: 2014